# Richie Faulkner
Richie Faulkner (Londra, 1º gennaio 1980) è un chitarrista britannico naturalizzato statunitense noto prevalentemente per la sua militanza nei Judas Priest.

## Biografia

### Le prime fasi
È nato a Londra, e ha vissuto a Stoccolma, dove ha lavorato come venditore di salsicce tra il 1995 e il 2000, e ha imparato lo svedese.
La prima canzone che imparò a suonare alla chitarra fu il singolo dei The Troggs  "Wild Thing".
Quando Faulkner aveva circa 13 anni, entrò in contatto con il proprietario di un negozio di musica locale che suonava in una cover band, coprendo materiale dai Thin Lizzy agli UFO.
Nelle prime fasi della sua carriera, Faulkner suonò nei Voodoo Six (che co-fondò con il bassista Tony Newton).
nel 2006 entrò nella band di Lauren Harris, figlia del celebre Steve Harris, bassista e fondatore degli Iron Maiden.

### L'ingresso nei Judas Priest e il prosieguo della carriera
Trasferitosi negli Stati Uniti nel 2008, il 20 aprile 2011, Faulkner è stato nominato successore del chitarrista K. K. Downing nella band heavy metal Judas Priest. Un amico comune, il chitarrista Pete Friesen, lo raccomandò alla band. Friesen e Faulkner avevano suonato insieme in una cover band a Londra chiamata Metalworks, che per coincidenza è anche il titolo di una compilation dei Judas Priest pubblicata nel 1993.
Nel 2015, Faulker ha ricevuto il Dimebag Darrell Shredder Award dai lettori della rivista britannica Metal Hammer al loro annuale Metal Hammer Golden Gods Awards.
Nel 2022 fonda il supergruppo Elegant Weapons, che esordisce discograficamente nel 2023, con l'album Horns for a Halo.

## Vita privata
Si è sposato nel 2019 con la modella e attrice statunitense Mariah Lynch, figlia del chitarrista George Lynch, dal quale ha avuto una figlia, nata nel 2020.
Il 26 settembre 2021, durante un concerto ad Hopkinsville, durante l'esecuzione dell'assolo di Painkiller, ebbe un malore sul palco e fu portato immediatamente in un ospedale nelle vicinanze. Il chirurgo che lo curò spiegò che aveva un aneurisma aortico, disfunzione molto rischiosa.
Ricoverato d'urgenza, venne sottoposto ad un intervento chirurgico a cuore aperto di 10 ore e mezza in cui cinque parti del suo torace sono state sostituite con componenti meccanici. Faulkner ha detto che questo è stato totalmente inaspettato per lui dal momento che non aveva mai avuto problemi cardiaci, arterie ostruite né colesterolo alto, e poi ha esortato i fan a farsi controllare.

## Equipaggiamento
Faulkner è noto per il suo uso di chitarre Gibson, soprattutto il modello Flying V, equipaggiate con i suoi pickup attivi EMG 57/66. Faulkner ha anche utilizzato una Gibson Les Paul Custom con pickup attivi EMG 81/85. 
Nel marzo 2018 la Gibson ha rilasciato la chitarra Flying V di Faulkner.

## Discografia

### Con i Judas Priest
- 2014 – Redeemer of Souls
- 2018 – Firepower
- 2024 - Invincible Shield

### Con gli Elegant Weapons
- 2023 - Horns for a Halo

### Collaborazioni
- 2006 – Voodoo Six – Feed My Soul
- 2008 – Lauren Harris – Calm Before the Storm
- 2010 – Parramon – Dead People (chitarra nei brani Spawn, Good Sex Is Good e Dead People)
- 2011 – For All We Know – For All We Know (chitarra solista nel brano Busy Being Somebody Else)
- 2013 – Christopher Lee – Charlemagne: By The Sword & The Cross (arrangiamenti e orchestrazione)
- 2013 – Christopher Lee – Charlemagne: The Omens of Death (musica e arrangiamenti)
- 2013 – Primitai – Rise Again (chitarra nel brano Scream When You See Us)
- 2015 – Monument – Renegades (chitarra nel brano Rock The Night)
- 2016 – Iron Spell – Electric Conjuring (chitarra solista nel brano Stormrider)